# Allison Pineau
Allison Marie Pineau (Chartres, 2 mei 1989) is een Franse handballer voor RK Krim en het Franse nationale team. Ze won gouden medaille op het Wereldkampioenschap 2017, het Europees Kampioenschap van 2018 en de Olympische Spelen van 2020.
Ze werd door de International Handball Federation uitgeroepen tot Wereldhandbalspeelster van het jaar 2009.

## Carrière
In maart 2012 kwam Pineau overeen met de Roemeense CS Oltchim Râmnicu Vâlcea en trad op 1 juli 2012 toe tot de club.
Tussen 2013 en 2015 speelde ze voor ŽRK Vardar en RK Krim. Met ŽRK Vardar bereikte ze opnieuw de halve finales van de EHF Champions League in het seizoen 2013-14 en claimde ze de bronzen medaille na het verslaan van FC Midtjylland met 34-31.
In de zomer van 2015 keerde ze terug naar Roemenië na drie maanden in Nîmes in Frankrijk. In 2016 tekende ze een contract bij het Franse team Brest Bretagne HB. Na haar periode in Brest speelde ze nog een seizoen voor Paris 92 en een seizoen bij de Montenegrijnse topclub ŽRK Budućnost, waarna ze in 2021 terugkeerde bij RK Krim

## Erelijst

### Nationaal team
- Olympische Spelen:
  - Gouden medaillewinnaar: 2020
  - Zilveren medaillewinnaar: 2016
- Wereldkampioenschap:
  - Gouden medaillewinnaar: 2017
  - Zilveren medaillewinnaar: 2009, 2011, 2021
- Europees Kampioenschap:
  - Gouden medaillewinnaar: 2018
  - Bronzen medaillewinnaar: 2016

### Club
- EHF Champions League:
  - Bronzen medaillewinnaar: 2014
  - Halvefinalist: 2013

## Individuele prijzen
- IHF Wereldspeler van het Jaar : 2009
- All-Star spelmaker van het Wereldkampioenschap: 2009, 2011
- Championnat de France Beste Verdediger: 2018